# Conservatoire à rayonnement départemental de Boulogne-sur-Mer
 (décembre 2023).
 (février 2014).
Si vous disposez d'ouvrages ou d'articles de référence ou si vous connaissez des sites web de qualité traitant du thème abordé ici, merci de compléter l'article en donnant les références utiles à sa vérifiabilité et en les liant à la section « Notes et références ».
Le conservatoire à rayonnement départemental du Boulonnais est un établissement d'enseignement de musique et de danse situé à Boulogne-sur-Mer dans le Pas-de-Calais. 
Il fut successivement appelé École municipale de musique et de danse, École nationale de musique et de danse et aujourd'hui Conservatoire à rayonnement départemental du Boulonnais.
Après avoir occupé des bâtiments provisoires entre les remparts et le boulevard Prince Albert, l'établissement est transféré, en 1987, au 47 rue des Pipots, dans l'ancien collège Angelier (construit en 1841) rénové par l'architecte Bertrand Klein.
En 2004, la communauté d'agglomération du Boulonnais (CAB), par sa compétence culturelle, donne une nouvelle dimension à l'école en créant un Site Pilote qui intègre les écoles municipales de musique de villes voisines : Wimereux en septembre 2007 et Saint-Martin-Boulogne en septembre 2008. Aujourd'hui, le conservatoire compte 1 250 élèves.

## Directeurs
- Georges Hugon : 1934 à 1940
- Monsieur Caron
- Jacques Veyrier : 1961 à 1994
- Philippe Langlet : 1994 à 2000
- Xavier Lallart : 2000 à 2006
- Patrick Pouget : 2007 à 2010
- Éric Scrève : 2011 à 2014
- Nicolas-Jérôme Lavrenenko : 2015 à 2017
- Collectif de Direction: Gérard Butcher, Didier Hennuyer, Jean-Philippe Ramette : 2017 à 2018
- Jean-Philippe Ramette : Depuis 2018

## Anciens élèves
- Pierre-Alain Biget, flûtiste, chef d'orchestre et pédagogue
- Sigrid Blanpain, choriste à l'Opéra de Paris et de Lille, directrice de l'École de musique de Moreuil
- Charles Brown, compositeur, violoniste à l'orchestre Lamoureux.
- Stéphane Cattez, professeur d'alto et de musique de chambre au CRD de Colmar
- Hugo Céchosz, bassiste et contrebassiste
- Laure Colladant, pianofortiste
- Benoît de Bretagne, luthier spécialisé en guitares
- David Defiez, 1er cor solo de l’Orchestre de l’Opéra de Paris.
- Anne Ducros, chanteuse de jazz
- Nicolas Ducron, comédien et chanteur.
- Didier Hennuyer, organiste titulaire des grandes-orgues de la Basilique Notre-Dame-de-l'Immaculée-Conception et de l'église St François de Sales de Boulogne, professeur accompagnateur et professeur d'orgue du CRDB.
- Xavier Givelet, pianiste et ancien directeur d'École de Musique
- Philippe Goulut, violoniste du Quatuor Viotti et de l'Ensemble orchestral de Paris.
- Stéphane Golliot, chef du l'harmonie de Charly-Saâcy.
- Fabrice Gratien, trompettiste et clavieriste de Mano Solo, directeur de l'Ecole de Musique d'Outreau, directeur et chef d'orchestre de l'orchestre à vent de la ville d'Outreau,
- Jean-Sébastien Hubert directeur de l'École de musique de Saint-Raphaël
- Thierry Huchin, violoniste à l'Opéra de Paris
- Frédéric Labit, saxophoniste du groupe Marcel et son orchestre.
- Marc Lajouanique Professeur de solfège et Chef de l'orchestre d'Harmonie de Boulogne-sur-Mer
- Xavier Lallart, Directeur de l’ENMDT de Mulhouse
- Philippe Langlet, chef d'orchestre, directeur de l'école de musique de Dunkerque
- Olivier Latry, titulaire du Grand Orgue de Notre-Dame de Paris et professeur d’orgue au Conservatoire national supérieur de musique de Paris.
- Pascal Lebon, bassiste du groupe Marcel et son orchestre.
- Olivier Lentieul, violoniste à l'Orchestre national de Lille et professeur de violon à Boulogne.
- Véronique Lentieul violoncelliste
- François Méreaux, premier alto solo de l'Orchestre philharmonique de Monte-Carlo et professeur d'alto à l'Académie de musique de Monaco.
- Marie-Claire Méreaux, altiste du Quatuor Joachim et alto solo de l'Orchestre de Picardie.
- Marc Merlin, trombone solo de l'Orchestre national des Pays de la Loire, professeur au CNR de Nantes.
- Jean-Philippe Ramette, clavieriste chanteur de quartendo, woodstock expérience, Gainsbourg revisited. Professeur de formation musicale et directeur du CRD de Boulogne sur mer.
- Joëlle Silvan, professeur certifié d'éducation musicale et chef de chœur à Nancy.
- Olivier Sergent, trompette solo de l'Orchestre de la Police Nationale
- Benoît Sergent, Violoncelle et tuba. Régisseur administratif au CRD du Boulonnais
- Alexis Thérain, guitariste de jazz
- Sébastien Pont, ancien Directeur de l'école municipale de musique et de l'orchestre d'harmonie de Samer. Délégué fédéral de la Fédération Régionale des Sociétés Musicales des Hauts de France (FRSM)
- Nathalie Brouiller Declercq, cheffe de chœur, DE,  musicienne intervenante DUMI, au sein du CRD du boulonnais, flûtiste et chanteuse, et depuis novembre 2021 professeur permanente à l'Université de Lille CFMI et musicologie,
- Maurice Brouiller, professeur agrégé  (collège Langevin) et actuellement au lycée Mariette, directeur artistique de la programmation culturelle de la ville de Wimille, membre du CA de la clé des chants de Lille,
- Hugo Adamski, professeur de musique au collège Haffreingue, membre du groupe Pastel Coast
- Ludovic Lelart, professeur de piano au CRD de Boulogne sur mer.
- Frédéric JOLY, directeur de l'école de musique municipale de Condette et chef de la lyre de Condette

## Anciens professeurs
- Raymond Rosset, professeur de violon de 1919 à 1921
- Lyne Dourian, professeur de chant
- Charles Eloffe, professeur de piano
- Philippe Goulut, professeur de violon
- Paul Silvan, professeur de violon de 1951 à 1980
- Manfred Stilz, professeur de violoncelle
- Marthe Tercieux, professeur de violon
- Gérard Delmulle, professeur de trompette
- Jean-Luc Vidal, professeur de violoncelle
- Monique Lelong, professeur de piano